# Ormosia remissa
Ormosia remissa là một loài ruồi trong họ Limoniidae. Chúng phân bố ở miền Cổ bắc.